# 허베이 항공

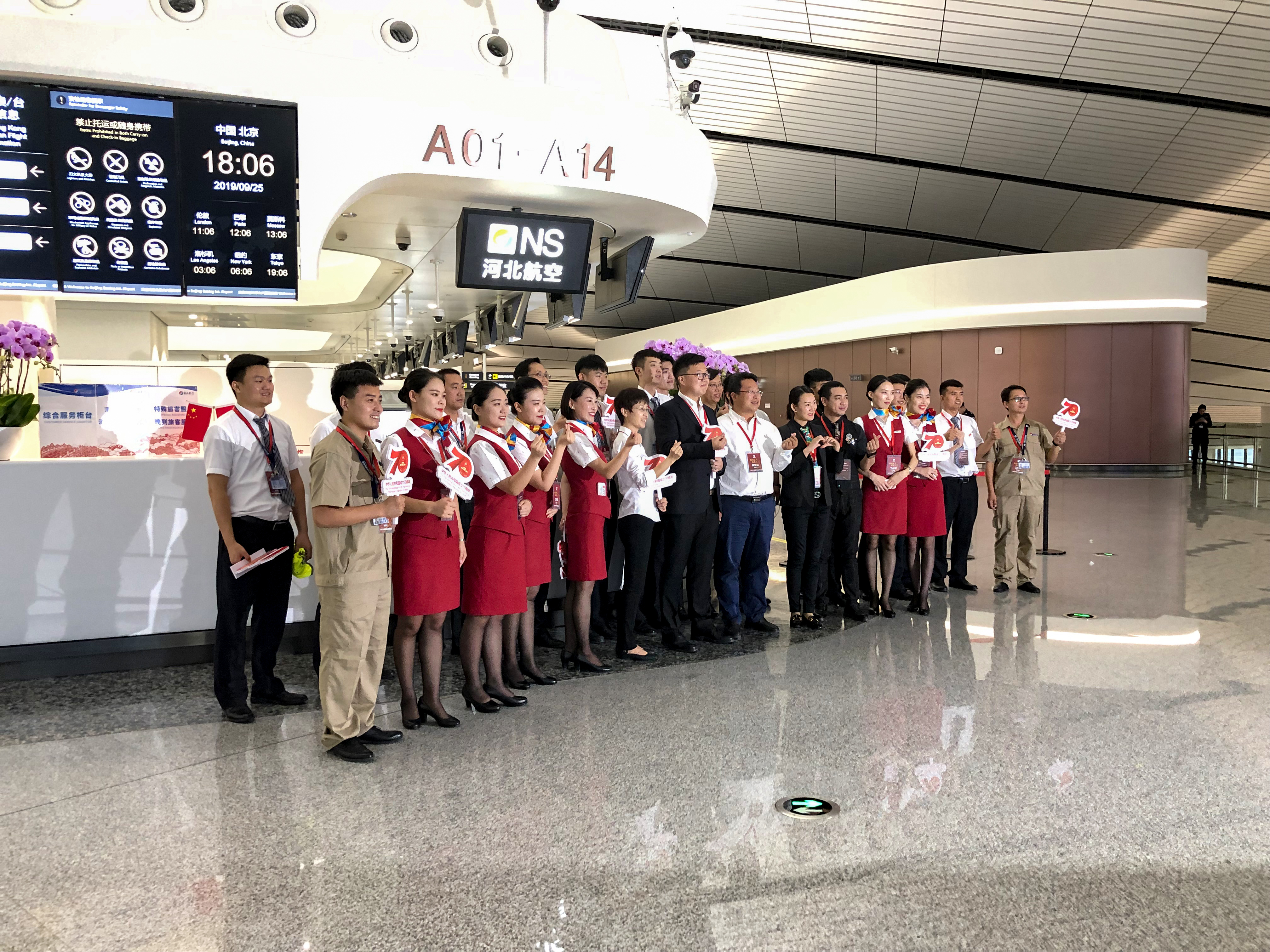
허베이 항공이 베이징 다싱 국제공항에서 첫 취항했을 당시의 모습

허베이 항공(중국어: 河北航空公司, 영어: Hebei Airlines)은 중화인민공화국 스자좡시에 기반을 둔 지역 항공사이자 샤먼 항공의 자회사이다.

## 운항 노선
- 2018년 1월 현재 허베이 항공은 다음과 같은 노선을 취항하고 있다.

## 보유 기종
- 2019년 9월 다음과 같이 보유하고 있으며, 평균 기령은 9.5년이다.[1]

## 사진

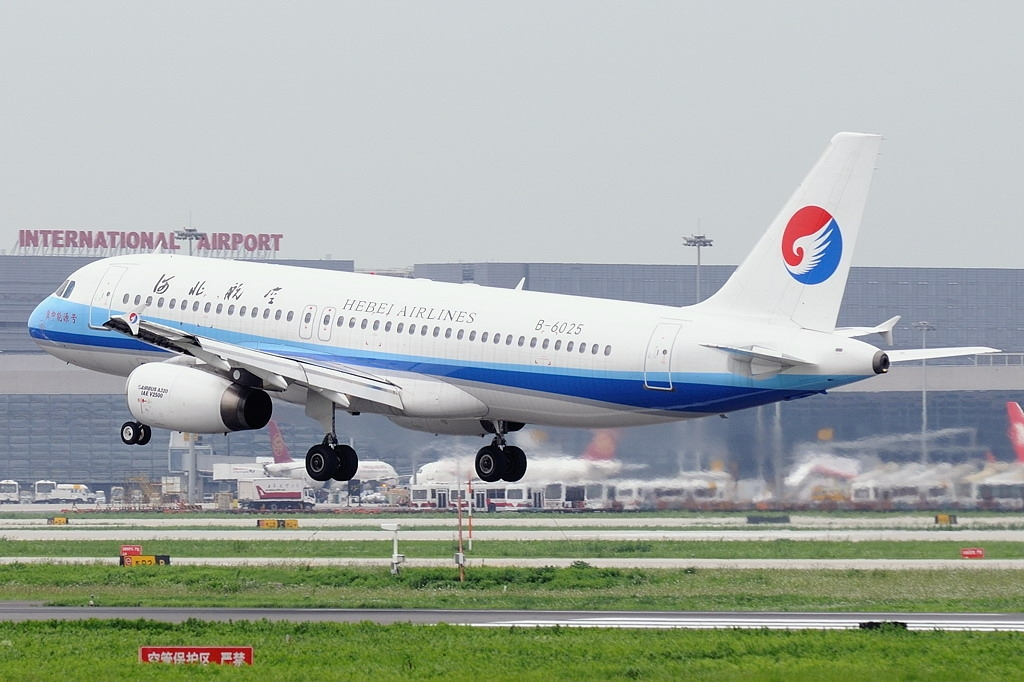
허베이 항공의 에어버스 A320-200
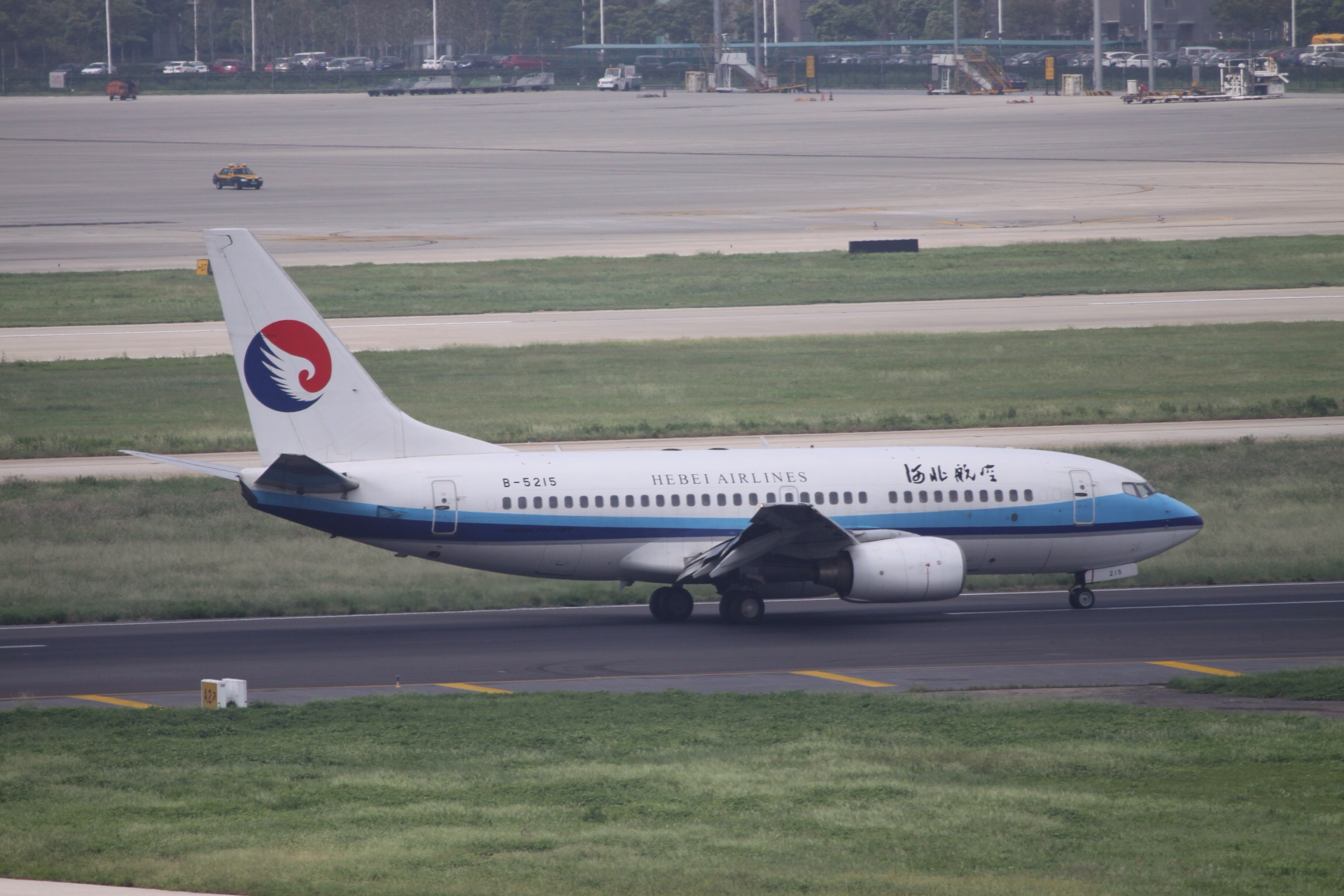
허베이 항공의 보잉 737-700
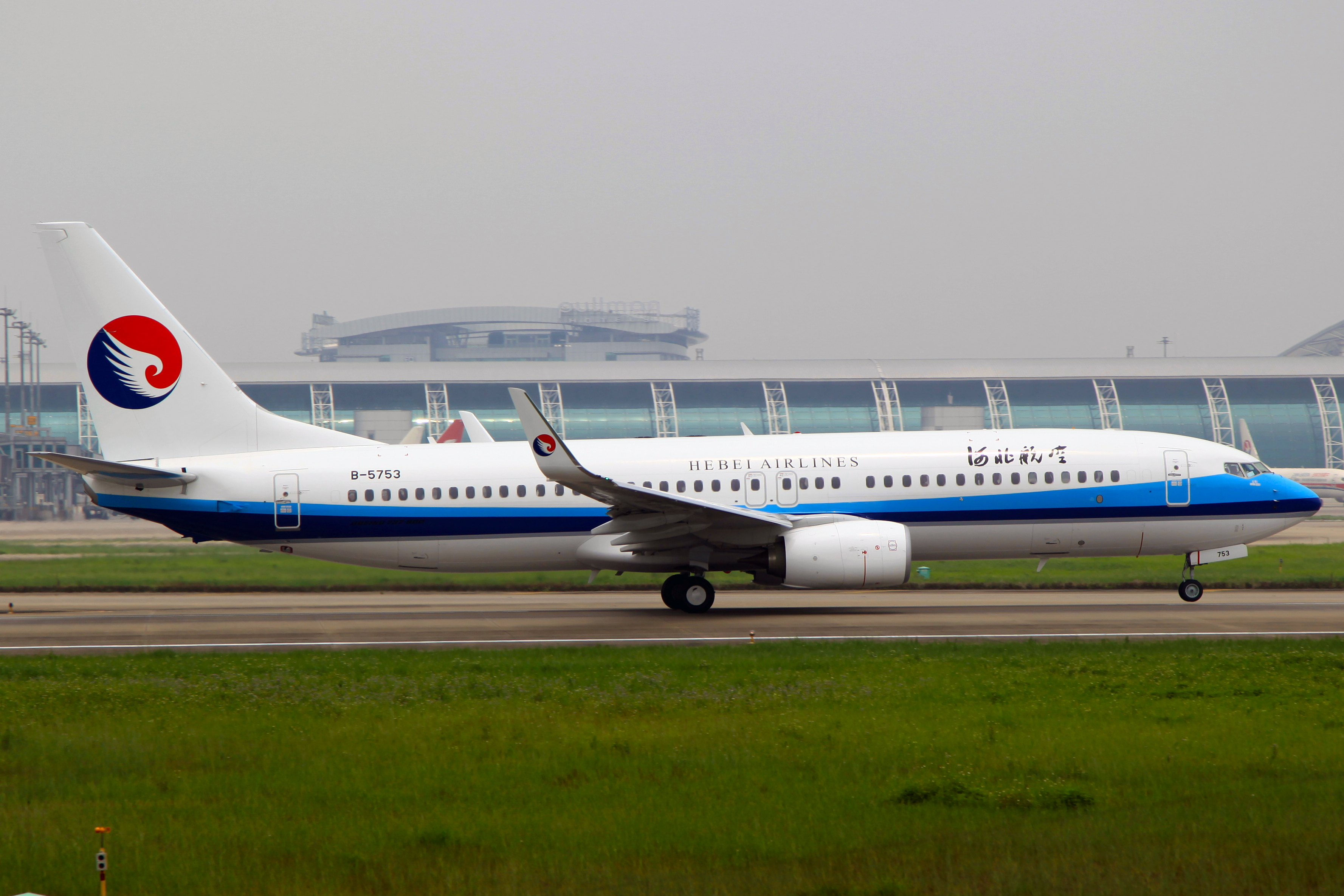
허베이 항공의 보잉 737-800